# Григоріополь
Григоріо́поль (або Григоріопіль, Грігоріо́поль, Грігоріо́пол, рум. Grigoriopol, Григориопол, рос. Григорио́поль) — місто у Придністров'ї, Республіка Молдова. Розташований за 45 км на північний захід від Тирасполя.

## Географія
До Григоріопольської міської ради входять місто Григоріополь, села Красне, Далакеу, Красна Горка. У місті річки Черниця та Чорна Долина впадають у річку Дністер.

## Назва
Є дві версії походження назви. В одній розповідається, що місто назване на честь ангела князя Григорія Потьомкіна. У другій йдеться про Ґригорія — Просвітителя всієї Вірменії.

## Історія

### Заснування

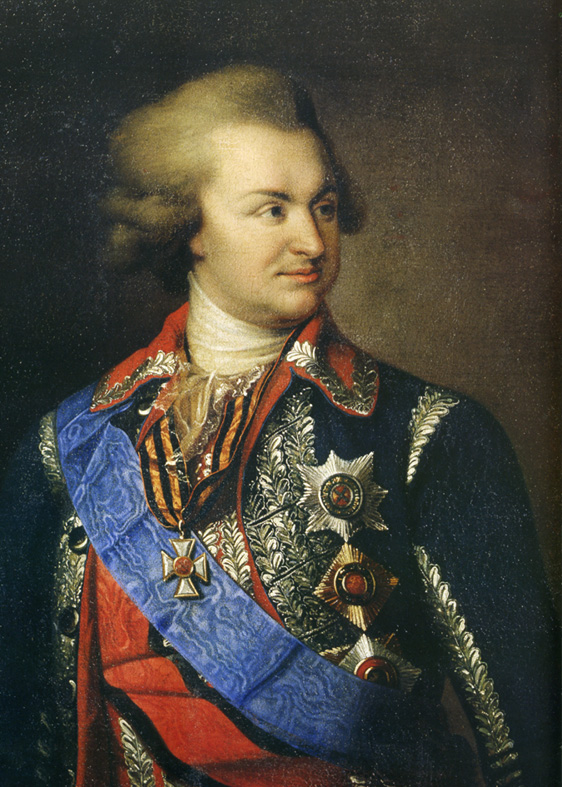
Григорій Потьомкін

У 1791 згідно Ясського мирного договору землі, які пізніше були названі Григоріополем, відійшли до Російської імперії. Наступного року указом Катерини ІІ засноване поселення та заселене, орієнтовно, 4 000 вірменських переселенців із Аккерману, Ізмаїла, Каушану, Кілії та Бендер. Сама Катерина II затверджувала план будівлі міста, і в неділю 25 липня відбувся урочистий момент — закладка міста. Вірменський архієпископ Аргутінський освятив шість каменів, призначених для закладки міста:
|  | Покойный князь Григорий Александрович Потемкин-Таврический назначил быть городу армянскому под именем Григориополь у самого Днестра, между долин Черной и Черницы, включая и обе оныя в городской выгон. Мы, утверждая сие назначение, повелеваем: отвесть помянутую округу, между долин Черной и Черницы, лежащую совмещением обоих оных под город армянский, который и именовать «Григориополь». |

Створивши на півдні країни вірменську колонію, російський уряд мав намір перетворити її в торговий центр. Аж до 1830-х Григоріополь грав важливу роль в економічному розвитку півдня Російської імперії. Основними заняттями жителів Григоріополя в перші роки існування міста були землеробство, ремесло та торгівля. За обсягом виробництва продукції григоріопольські чинбарі займали провідне місце на півдні імперії. 

### XVIII століття
Ставши порівняно великим містом, Григоріополь в 1794 році отримав власні герб та печатку. Першим градоначальником став капітан Павло Турманов. У наступні роки, аж до 1918 року, Григоріополь  — невеличке місто Тираспольського повіту Херсонської губернії.

### XIX століття
У 1859 у містечку Тираспольського повіту Херсонської губернії мешкало 6477 осіб (3234 осіб чоловічої статі та 3243 — жіночої), налічувалось 803 дворових господарств, існували 2 православні церкви, 2 вірмено-григоріанських монастиря, єврейська молитовна школа, поштова станція, переправа через річку Дністер, 5 фабрик та заводів, 24 млина, відбувалость 4 ярмарки на рік та базари щотижня.
У 1870-х місто перестало бути колонією.

### XX століття

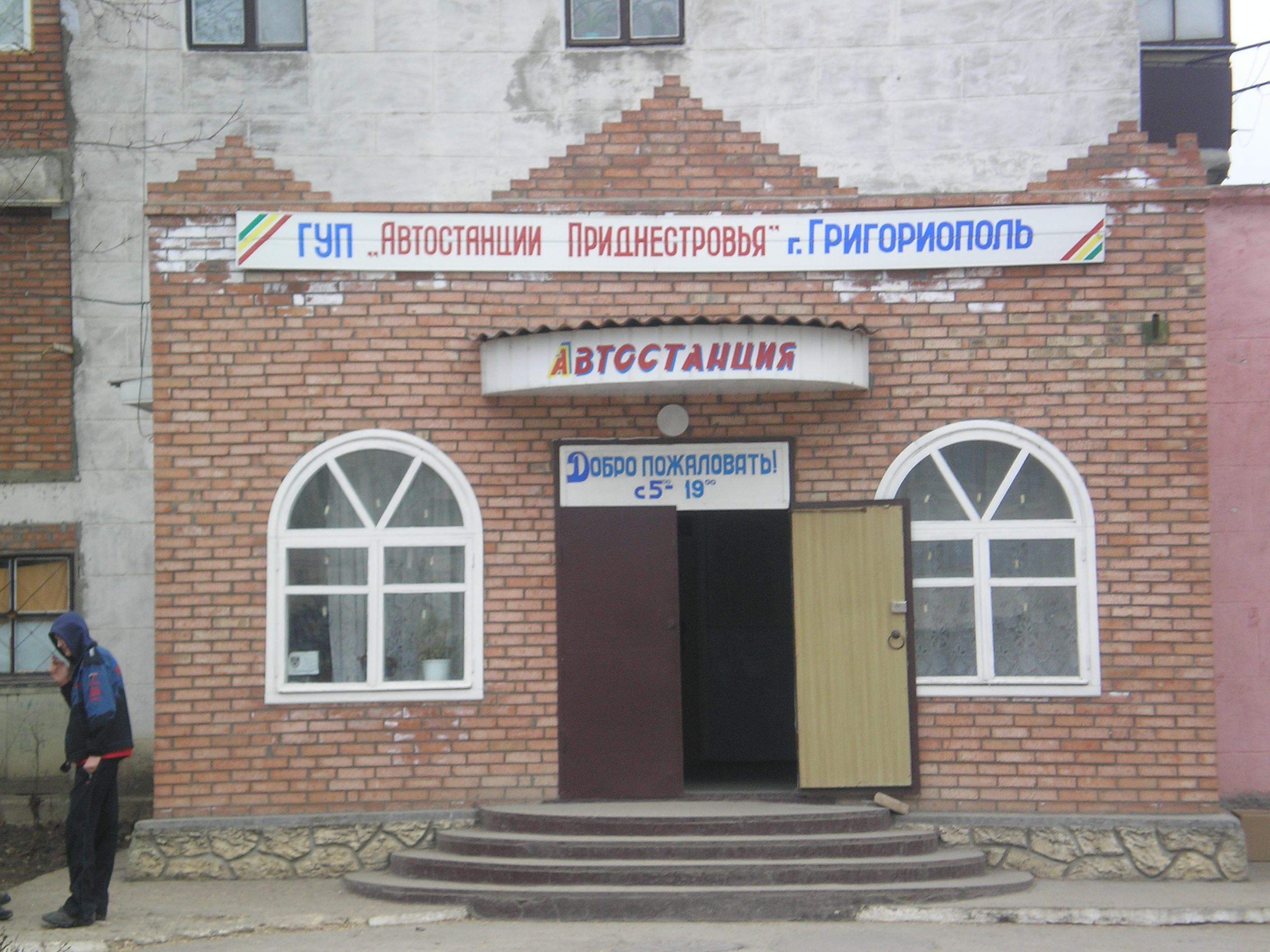
Автостанція в Григоріополі

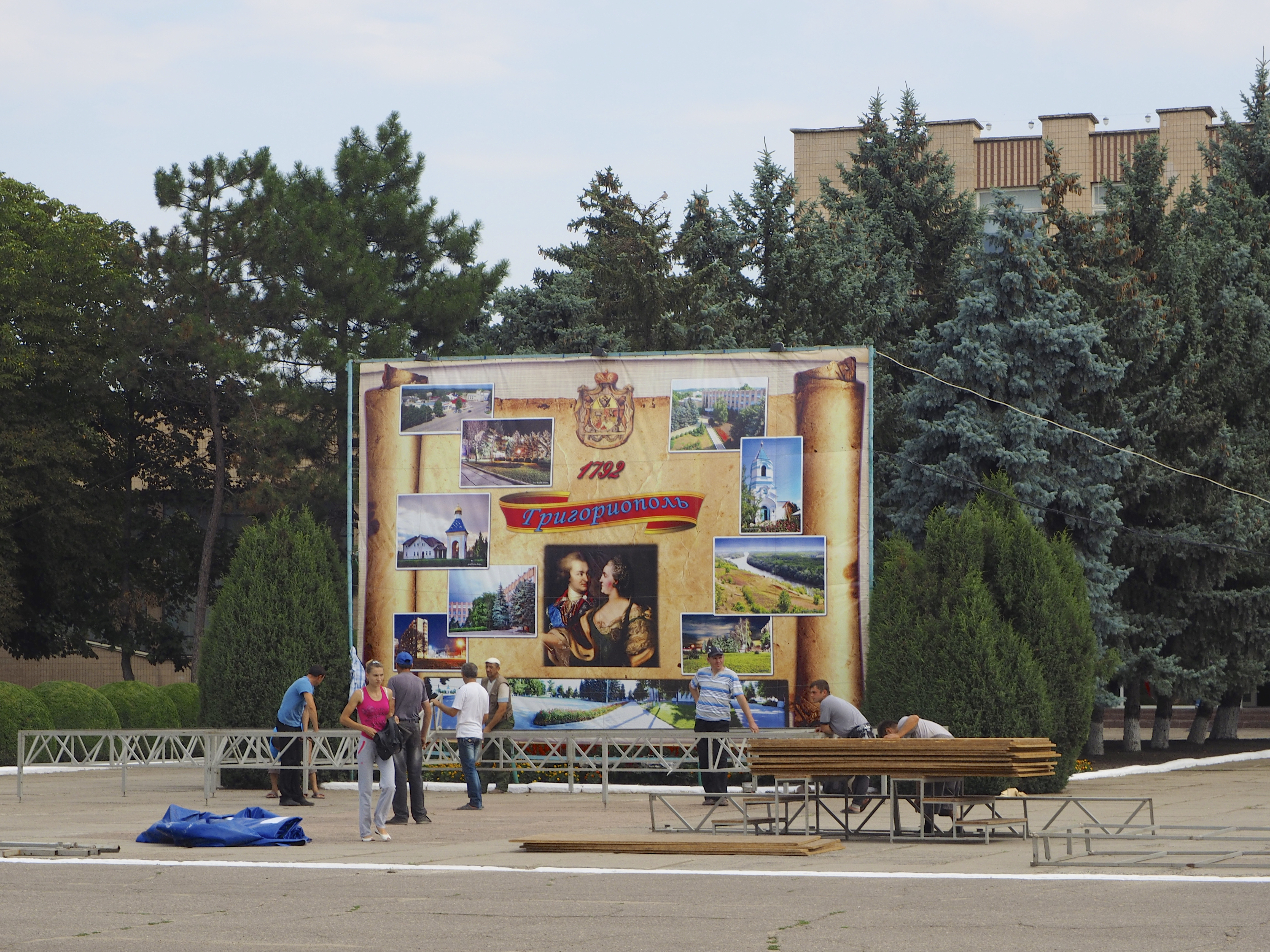
Напередодні дня міста (2012)

Радянська влада в Григоріополі була встановлена в січні 1918 року. У 1924 році Григоріополь став селищем міського типу. 12 жовтня 1924 року утворено Григоріопольський район Молдавської АРСР. У 1932 році жителів району почали примусово зганяти в колективні господарства, найбільше з яких колгосп ім. Ф. Е. Дзержинського. 
20 жовтня 1938 р. надано статус смт.

26 червня 1940 року після включення румунської Бессарабії до складу СРСР, цей район ввійшов до складу новоутвореної Молдавської РСР.
У 1958 році в зв'язку розширенням районів МРСР, частина населених пунктів, у тому числі і селище міського типу Григоріополь, відійшли до Дубоссарського району, а частина до Тираспольського. Ще деякий час ця адміністративна одиниця піддавалася різним адміністративним експериментам — укрупнення, скорочення, розформування, і лише з 21 червня 1971 року було затверджено його теперішні межі та статус. Площа району на той час становила 821 км²., а населення — 49,6 тис. жителів. Основу економіки району, а відтак і міста, становить агропромисловий комплекс.. 

### XXI століття

Пам'ятна монета з гербом Григоріополя

Відповідно до законодавства Молдови з 1995 року всі смт стали містами, в т.ч і Григоріополь. Відповідно до законодавства ПМР Григоріополь мав статус смт до 17 червня 2002 року, коли був віднесений до категорії міста.
У Григоріопольському районі чимало мальовничих місць, але одна визначна пам'ятка й досі викликає суперечки серед вчених-істориків. Це підземні катакомби довжиною понад 10 км. На думку деяких вчених, вони були побудовані вірменами у XVIII столітті, коли закладався фундамент перших будівель. Інші схиляються до думки, що їхня історія починається ще від часів османського панування. Доля цих підземних споруд до нинішнього часу залишається не з'ясованою. 

## Економіка
В місті розвинено тваринництво. Промисловий гігант району, Григоріопольський кам'яний кар'єр, а ще видобувається вапняк, який розробляється на лівому березі Дністра.

## Населення
- 1897 — 7605
- 1923 — 8682[12]
- 1926 — 8876
- 1939 — 7,332[13]
- 1959 — 7,821
- 1970 — 7,860
- 1979 — 9,573
- 1989 — 11,712
- 2004 — 10,252

Станом на 2004 рік у місті проживало 16,3 % українців.

## Відомі люди
- Борщ Андрій Тимофійович — романіст. Кандидат філологічних наук (1947).
- Кирмиз Марія Андріївна (нар. 1964)  — придністровський державний, громадський і театральний діяч.